# Paul Kühmstedt
Paul Kühmstedt (Ulm, 29 november 1908 – aldaar, 25 november 1996) was een Duitse componist, muziekpedagoog en dirigent.

## Levensloop
Kühmstedt kreeg zijn eerste muziekles van zijn vader, een tubaïst en contrabassist in een militaire muziekkapel. Verder kreeg hij vioolles van Prof. Maier alsook piano- en orgelles bij Dr. Bäuerle in zijn geboortestad. Van 1925 tot 1929 studeerde hij bij Eduard Bach (piano), Karl Pottgieser en Dr. Fritz Müller-Prem (compositie) en Hugo Röhr (orkestdirectie) aan de Hogeschool voor Muziek en Theater München, die toen nog Statelijke Academie van de toonkunst, Hogeschool voor muziek in München heette. 
Na zijn studie was hij werkzaam als correpetitor en kapelmeester aan het stedelijk theater in Memmingen. Daarna werkte hij als assistent van Herbert von Karajan aan het theater in Ulm en vervolgens in Kaiserslautern. Gedurende de zomermaanden dirigeerde hij het kuurorkest in Bad Tölz. Vanaf 1934 werkte hij als freelance componist, muziekleraar en koordirigent in Heidenheim an der Brenz. Gedurende de Tweede Wereldoorlog diende hij in het Duitse leger en was onder anderen in Nederland en Frankrijk. Na de oorlog werkte hij tot 1948 als arrangeur en dirigent aan het operettetheater in Stuttgart en als dirigent van het kamerorkest in Heidenheim. In 1952 werd hij in Biberach an der Riß benoemd tot stedelijk muziekdirecteur en bleef in deze functie tot 1968. 
Van 1952 tot 1968 was Kühmstedt dirigent van de Stadtkapelle des Musikvereins Biberach an der Riß. Met dit harmonieorkest behaalde hij talrijke prijzen op wedstrijden in binnen- en buitenland (Bozen (1953), Ravensburg (1958), Ludwigsburg (1962)). Van 1954 tot 1975 was hij dirigent van de Stadtkapelle Ulm-Söflingen en van 1968 tot 1974 eveneens dirigent van de Knabenmusik Ulm, nu: Junge Bläserphilharmonie Ulm. Van 1975 tot 1977 was hij dirigent van de Stadtkapelle Laupheim.
Als componist schreef hij werken voor harmonieorkest, accordeonorkest en kamermuziek. 

## Composities

### Werken voor harmonieorkest
- 1953/1962 Comedietta
  1. Froher Auftakt
  2. Lyrisches Intermezzo
  3. Burleske
  4. Capriccio
- 1956/1968 Musik über ein altes Soldatenlied
- 1956 Symfonie, voor harmonieorkest
- 1957 Reflexionen
- 1960 Symphonische Musik, suite in 3 delen
- 1967/1973 Ballade, voor piano en harmonieorkest
- 1968 Buffalo Bill, dixieland-concertmars
- 1970 Dorisches Klangspiel - Invention
- 1971 Weekend Serenade
- 1971-1973 Tagebuchblätter Suite
  1. Zuspruch
  2. Elegie
  3. Ländler
  4. Finale
- 1973 Präludium und Fuge
- 1973 Trompeten Rock, voor trompet en harmonieorkest
- 1975 Ouverture Capricieuse
- 1975 Ouvertüre zu dem Märchenspiel "Der Binsenmichel"
- 1976 Bläserstudie Nr. 1
- 1977 Bläserstudie Nr. 2
- 1977 Landsknechtslied
- 1978 Variationen über "Winter ade"
- 1978 Tanzvisionen, burleske suite
  1. Der Dandy
  2. Der Übermütige
  3. Pierrot und Pierrette
  4. Springinsfeld
- 1979 Prelude pastorale
- 1980 Aufsteigender Tag, lyrische schets
- 1980 Heitere Bläsermusik, suite
  1. Marsch
  2. Melodie
  3. Menuett
  4. Schluss-Galopp
- 1981 Kommt ihr G'spielen - Capriccio, voor blazers en slagwerk, gemengd koor ad libitum
- 1984 Deutsche Bläsermesse, voor gemengd koor en harmonieorkest
- 1985 Humoreske, voor tuba en harmonieorkest
- 1987 Duranand - Scherzo über 3 Schwobaliadla
- 1988 Gebet
- 1989 Danksagung an die Musik
- 1990 Alleweil ein wenig lustig, concert polonaise
- Abenddämmerung, voor trombone en harmonieorkest
- Der alte Pascha
- Global Variations
- Gloriola
- Intermezzo amoroso, voor saxofoon en harmonieorkest
- Kleine Suite
  1. Intrade (Fanfare)
  2. Menuett
  3. Gavotte
  4. Polacca
- Ulmer Jugend, intermezzo
- Vorspiel zu "Der Rosengarten"
- Vorspiel zu dem Märchenspiel "Prinzessin Amaranth" aus "Frau Holle"

### Kamermuziek
- 1970 Blaaskwintet
- 1976 Mikronetten, acht kleine stukken voor 3 klarinetten
- 1985 Acht kleine Inventionen über "O, du lieber Augustin", voor hobo, klarinet, hoorn en fagot
- 1985 Humoreske, voor tuba (of eufonium, of trombone) en piano
- 1985 Sechs Spielereien, voor 2 klarinetten
- 1986 Flötenmusik, voor drie dwarsfluiten
- 1989 Sechs Arabesken, voor saxofoonkwartet
- 1991 Divertissement, voor basklarinet en piano

### Werken voor accordeonorkest
- 1955 Musik, voor twee accordeonorkesten en slagwerk 
  1. Mäßig schnell
  2. Ruhig fließende Viertel, ausdrucksvoll
  3. Sehr lebhaft
- 1972 Habanera & Malagueña, Spaanse balletscène
- 1980 Aphorismen und Marsch
- 1980 Drei Impressionen, voor accordeonorkest, elektronium, pauken en slagwerk 
  1. Marsch
  2. Vieille Chanson
  3. Burleske
- 1994 Triptiek, voor accordeonorkest, elektronium, pauken en slagwerk 
  1. Präludium und Fuge
  2. Episoden
  3. Finale
- Aus meinem Märchenbuch, suite
- Musik nr. 2, voor twee accordeonorkesten en slagwerk
  1. Molto a tempo
  2. Moderato assai
  3. Allegro vivace
- Suite d'affetto, voor accordeonorkest

## Publicaties
- Paul Kühmstedt. 75 Jahre, Ulm: Norbert Nohe, Schul- und Jugendmusikwerk der Stadt Ulm, Blasmusikverband Baden-Württemberg, Ulmer Knabenmusik e.V., 1983. 17 p.